# Bertus van Hamersveld
Bertus van Hamersveld (Bussum, 1 februari 1896 – Hilversum, 7 april 1975) was een Nederlands motorcoureur. Zijn volledige naam was Albertus Petrus van Hamersveld.

## Carrière
In 1920 reed Bertus van Hamersveld met zijn privé-Harley-Davidson zijn eerste echte race op de drafbaan Duindigt in Wassenaar. Die eerste race won hij ondanks het feit dat het een compleet opgebouwde toermotorfiets was, met verlichting en claxon. De tweede race kon hij niet rijden omdat hij in het rennerskwartier was aangereden door een andere deelnemer, waardoor zijn motorfiets beschadigd was. Hoewel er nog maar weinig wedstrijden waren, die bovendien allemaal op draf- en wielerbanen gehouden werden, won Van Hamersveld ook in de volgende jaren een aantal wedstrijden. In 1923 won hij samen met zijn verloofde Marie Bruinink de zijspanrace tijdens de jubileumwedstrijden van de KNAC. In 1924 maakte Bertus van Hamersveld deel uit van een team dat deelnam aan races op de AVUSring in Berlijn. Hij had nu wel een echte racemotor, een Harley-Davidson met vier kleppen per cilinder, en daarmee won hij de wedstrijd. Hij won later in het jaar ook nog een wedstrijd in Rüsselsheim. De races in Duitsland werden op verharde banen gereden, waar de zware Harley-Davidson beter te hanteren was dan op de gras- en zandbanen in Nederland.
Vanaf 1925 trok Bertus van Hamersveld steeds vaker naar Duitsland om op de verharde circuits te kunnen racen. In Nederland waren door de slechte toestand van de banen slechts drie inschrijvers in de zware klasse, maar in Duitsland racete Van Hamersveld op de Solitudering bij Stuttgart. Daar had hij al de nodige problemen en valpartijen in de trainingen gehad toen hij in de race aan de leiding liggend weer viel. Hij raakte gewond aan zijn hoofd en handen, maar met Pinksteren reed hij weer op de Opelbaan in Rüsselsheim. De Nederlanders deden het daar goed: Van Hamersveld won met zijn Harley, Cees van der Velden werd met een Indian tweede en Karel Baar met een Harley derde. Om toch op de grasbanen te kunnen rijden schafte hij zich een 500 cc Norton aan.

### De "Halve Harley"
Op 11 juli 1925 vond de eerste echte wegwedstrijd in Nederland plaats op het Circuit van Drenthe. Daar zaten nog hele stukken zand- en grindweg in en Bertus van Hamersveld schreef zich in voor de zwaarste (500 cc) klasse. Hier verscheen hij met zijn Harley-Davidson, waar de voorste cilinder en drijfstang van verwijderd was om op 500 cc te komen. Van Hamersveld had dit overigens niet zelf gedaan: de machine was door de fabriek kant en klaar afgeleverd. Van Hamersveld had de eerste Nederlandse TT bijna gewonnen, maar in de laatste ronde brak een klepveer waardoor Piet van Wijngaarden hem met zijn Norton kon passeren.
In 1926 besloot de KNMV om aan de tweede TT in Assen het Nederlands kampioenschap te koppelen. Bertus zou met een watergekoelde 350 cc Gillet en een 500 cc New Hudson rijden. Die laatste machine was opgevoerd door tuner/coureur Bert le Vack. De 350 cc race won hij bijna, tot een gebroken benzineleiding een einde aan zijn race maakte. De beloofde New Hudson was niet verschenen. 

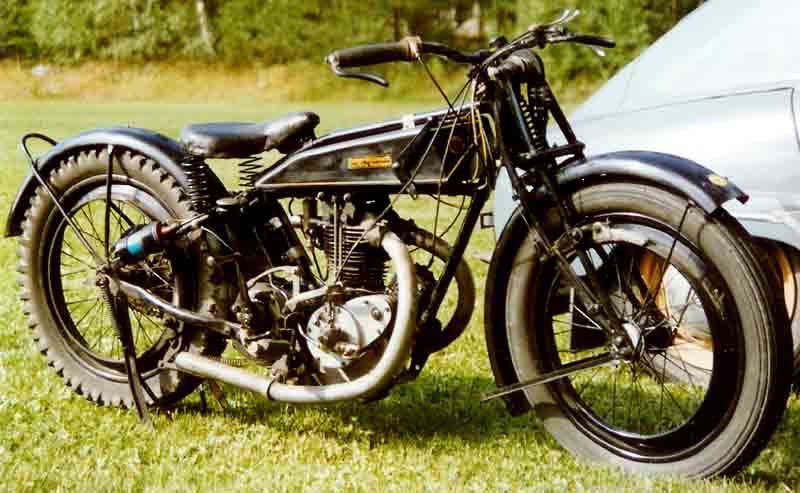
Rudge 500 TC uit 1927

In 1927 werd de TT van Assen internationaal en Bertus van Hamersveld leidde met een Norton de 500 cc race vóór Stanley Woods, die al twee keer de beroemde TT van Man gewonnen had. Bertus moest echter een achterwiel wisselen en eindigde uiteindelijk als vierde. Hij was wel de eerste nationale rijder omdat John Moos, die derde was, als "internationaal" had ingeschreven. Van Hamersveld viel uit in de Grand Prix van België en kwam daarna niet meer aan de start omdat hij het te druk had met de zaak die hij samen met zijn vader bestierde. In 1928 bleef pech hem achtervolgen, maar hij won wel een baanrace in Alkmaar met een Rudge. Voor de TT van Assen werd hij opgenomen in het team van Gillet voor de 500 cc klasse. Hij werd echter aangereden door Piet van Wijngaarden waardoor hij uitviel.
In 1929 namen de gebroeders Van Hamersveld, die al een motorzaak in Bussum hadden, ook de zaak van J.H.P. Jansen in Amsterdam over. Ze waren al agent voor Harley-Davidson, maar nu kwamen de merken Matchless, Douglas, Ascot-Pullin en Rudge erbij. De nieuwe Rudge Ulster modellen waren erg snel en Van Hamersveld kon er weer een aantal wedstrijden mee winnen. In de TT van Assen kreeg hij weer een Gillet, maar dit keer viel hij uit door een lekke band. In België ging de motor van de Gillet stuk, maar Bertus van Hamersveld won wel de Van Vlijmenrit waarbij hij de Gouden Kelk won.
In 1929 reed hij ook veel wedstrijden op de baan en in het terrein. De Deutscher Motorsport Verband nodigde vier Nederlandse grasbaanracers uit. In Hannover wonnen Jan Rijk, Rinus van den Berg, Cees van der Velden en Bertus van Hamersveld alle wedstrijden en Van Hamersveld reed de snelste ronde van de dag. Bij de zesdaagse in München hoorde Van Hamersveld bij het Nederlandse A-team, maar weer kreeg hij pech. Door een lekke band kreeg hij vier strafpunten waardoor hij de gouden medaille miste.
Hoewel Bertus van Hamersveld als pechvogel te boek stond won hij in de tweede helft van de jaren twintig 35 van de 50 wedstrijden waaraan hij deelnam. 

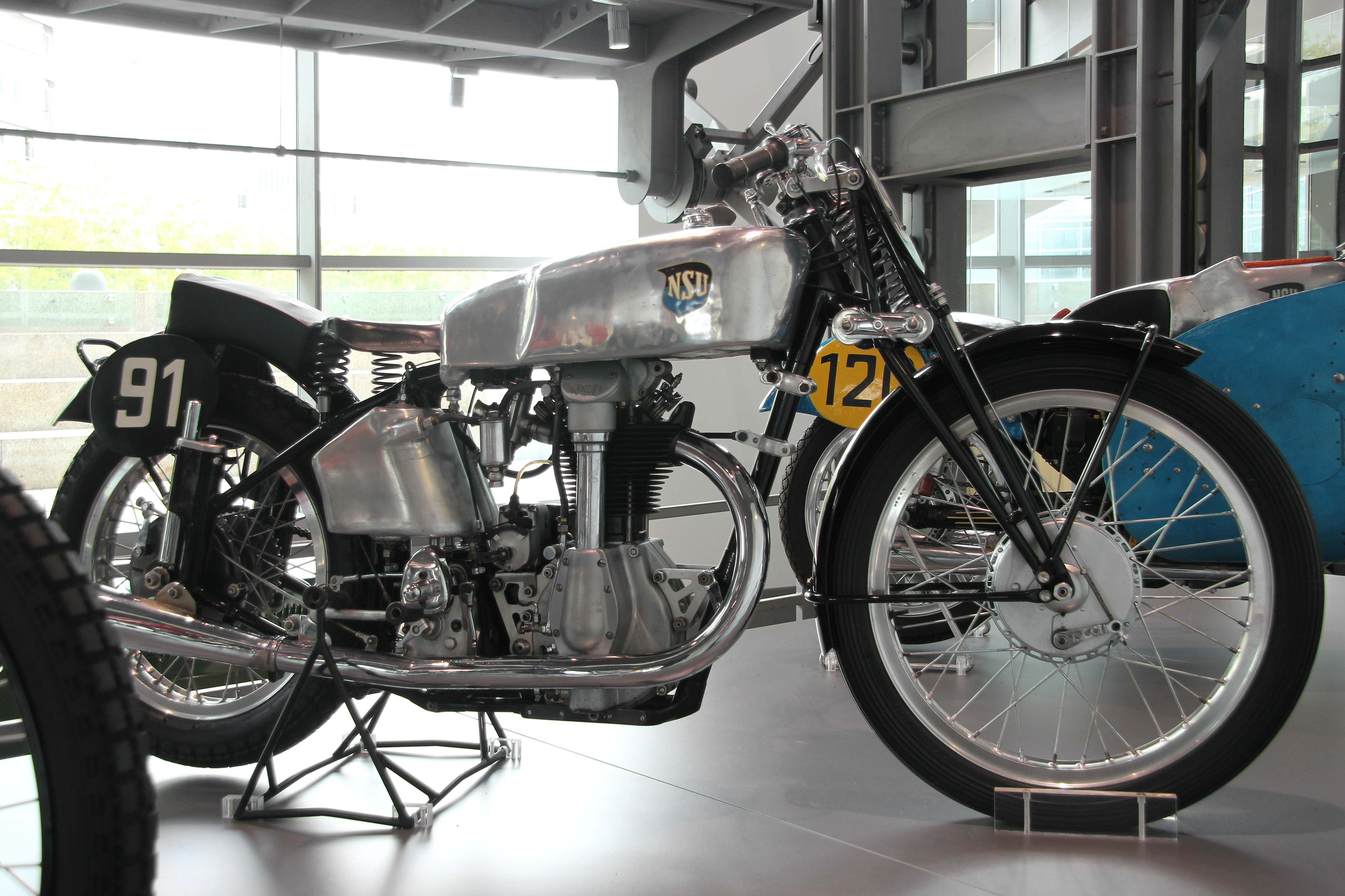
NSU SS 500

In 1930 reed hij weer geweldig, maar pech bleef hem achtervolgen. Gillet had voor de TT van Assen een machine voor Van Hamersveld geprepareerd, maar die gaf zoveel problemen dat hij weer uitviel, en dat gebeurde ook in de Grand Prix van Europa in Spa-Francorchamps. In 1931 ging het met de Rudge machines goed op de grasbanen, maar op de circuits bleef hij pech hebben. De fabrikanten hadden wel door dat Van Hamersveld een toprijder was, en dit keer kreeg hij de snelle NSU SS 500 aangeboden. Hij moest eerst in de Duitse Grand Prix steun verlenen aan de fabrieksrijders Rüttchen en Neheis, maar hij viel in die race. In Assen was hij weliswaar snel, maar daar brak zijn ketting. In de Grand Prix van België kon hij  met een 350 cc New Imperial de Britse toprijder Jimmie Guthrie volgen, maar daar viel hij uit door een kapotte zuiger. Hij werd captain van het zesdaagseteam, ondanks stemmen die hem uit het team wilden houden vanwege zijn reputatie als pechvogel. Het team met Van Hamersveld, Dick Eysink en Gerard "Bud" Bakker Schut won de Zilveren Vaas. Bertus van Hamersveld kreeg hiervoor de "Motorrijwielbeker" van de KNMV.
In 1932 stapte Van Hamersveld over op machines van Eysink die met Rudge-Python motoren waren uitgerust. Hij gebruikte ze zowel voor grasbaan- als wegraces. In de TT van Assen wilde de machine van Van Hamersveld na de pitstop niet meer starten en toen hij eindelijk weer op weg was liep de motor vast. In België viel hij uit met een natte ontstekingsmagneet. In de zesdaagse was Van Hamersveld weer captain, maar terwijl zeven Nederlanders een gouden medaille wonnen, was Bertus van Hamersveld een van de twee uitvallers.
In 1933 kreeg Bertus van Hamersveld een uitnodiging om deel te nemen aan de TT van Man. De machines van Rudge waren toen al enkele jaren niet meer zo oppermachtig als ze geweest waren, maar Dick Eysink schreef Van Hamersveld in met de Eysink-Rudge. Bertus van Hamersveld liet zijn grasbaanseizoen verder voor wat het was en reisde twee keer naar het eiland Man om de 60 kilometer lange Mountain Course te verkennen. Tijdens de officiële trainingen viel hij echter waarbij hij zijn enkel blesseerde. Hij kon daardoor niet starten. Hans Davids kreeg zijn machine, maar viel net als Bud Bakker Schut uit. Omdat hij in dit seizoen niet voldoende grasbaanresultaten had werd hij door de KNMV gedegradeerd naar de juniorenklasse, waarna hij besloot zijn grasbaancarrière te beëindigen.
De Auto-Cycle Union nodigde Bertus van Hamersveld opnieuw uit voor de TT van 1934. Nu verliepen de trainingen goed, maar tijdens de Senior TT reed Van Hamersveld in de Mountain Box tegen een ijzeren hek. Hij was ongedeerd, maar zijn machine was te zeer beschadigd om door te rijden. In de TT van Assen werd Van Hamersveld achtste achter zijn teamgenoot Bakker Schut. In België viel Bertus van Hamersveld weer uit en dat gebeurde ook in de zesdaagse in Duitsland.

### Nederlands kampioen
In 1935 startte Van Hamersveld in de TT van Assen met een New Imperial 500 cc tweecilinder. In de training draaide hij de motor echter stuk. Er stond echter nog een 250 cc New Imperial klaar, die ook in de Lightweight TT op Man gereden had. Bertus reed zes ronden lang op de derde plaats, maar na de pitstop wilde de machine niet meer aanslaan. Uiteindelijk kreeg men de machine aan de praat en hij vocht zich weer terug naar de derde plaats. Als snelste Nederlander was hij daardoor Nederlands kampioen 250 cc. In België probeerde hij het opnieuw met de 500 cc New Imperial, maar hij viel bij het inhalen van een langzame deelnemer en brak zijn voet. 

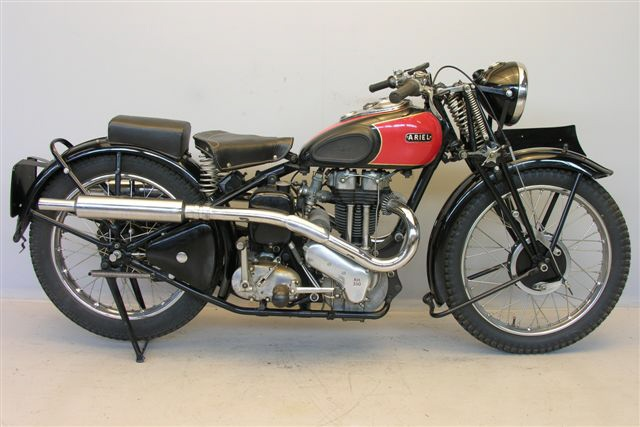
Ariel Red Hunter

In 1936 zette de firma Stokvis een team met Ariel-motorfietsen op. Men wilde uitkomen in de Harz- en Dumonceaurit en de zesdaagse, met Bertus van Hamersveld, Jaap Fijma en Jacques Ickx (de vader van Jacky Ickx). Bertus reed de TT van Assen met een 500 cc Velocette, maar hij viel in Assen. Dit keer drongen zijn collega's aan op zijn deelname in het zesdaagse-team. Het team was met zijn standaard Ariel Red Hunters kansloos tegen de Britten, maar ze haalden geen strafpunten en daarom moest de strijd om de Zilveren Vaas beslist worden in een snelheidsproef. Die was op het lijf van Van Hamersveld geschreven. Met zijn standaard Ariel haalde hij zelfs Ernst Henne met zijn compressor-BMW in. 

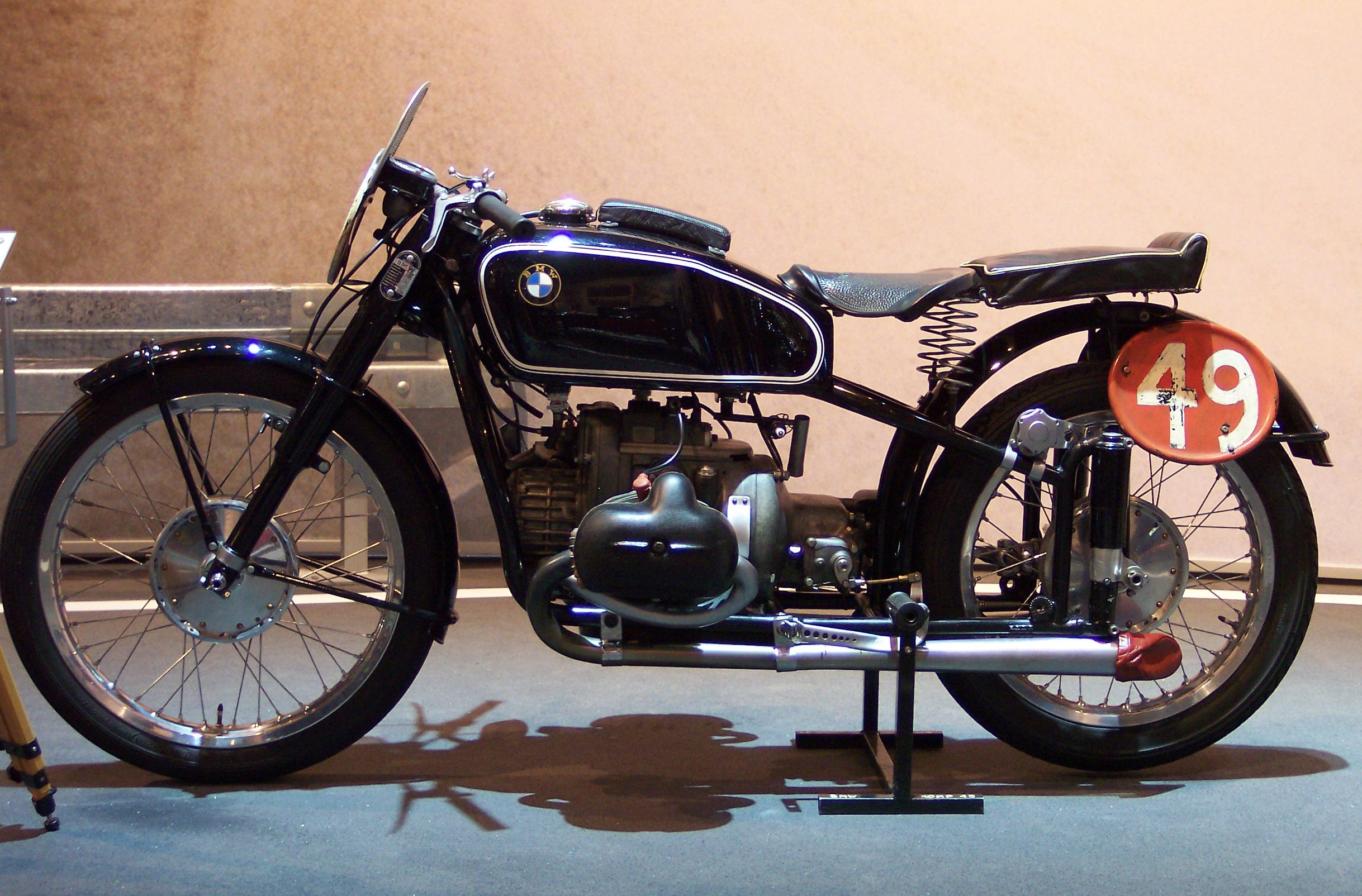
BMW RS 500

In 1937 viel Bertus opnieuw uit in de TT van Assen, dit keer met een 250 cc OK-JAP die hij geleend had van de Britse coureur Eric Fernihough, want hij had in dit jaar zelf geen racemotoren. De zesdaagse vond plaats in Donington en het Nederlandse team had daarvoor BMW's ter beschikking gekregen. Vijf teams bleven zonder strafpunten, waardoor het weer op een snelheidsproef aan kwam. Het Nederlandse team zette alles op de betrouwbaarheid van de BMW's en daarom besloot men zo hard te rijden dat de concurrenten hun machines stuk zouden draaien. Dat lukte en Nederland won voor de tweede keer de Zilveren Vaas. Daarom kreeg Bertus van Hamersveld voor de Grand Prix van België een compressor-BMW RS 500 om mee te trainen. Toen dat goed verliep nam men hem voor de TT van Assen op in het fabrieksteam, samen met "Sjorsch" Meier en "Wiggerl" Kraus. Toen Kraus op de dag van de race ziek bleek te zijn was de opdracht voor Van Hamersveld duidelijk: Het voor Gilera-coureur Dorino Serafini zo moeilijk mogelijk maken om Meier te volgen. Van Hamersveld maakte het Serafini inderdaad moeilijk: hij werd zo opgejaagd dat hij viel. Meier won de TT, Van Hamersveld werd tweede en meteen ook Nederlands 500 cc kampioen. Een extra succes was een gouden medaille in de zesdaagse.
Na de successen in 1937 ging het in 1938 weer mis. Tijdens de Dumonceau Bekerrit op het circuit van Siebenbrunnen in Luxemburg viel hij en brak daarbij zijn linkerdijbeen. Hij kon wel als technisch raadgever mee met het zesdaagse-team van 1939, maar de Tweede Wereldoorlog maakte voorlopig een einde aan alle races en zesdaagsen.

## Einde carrière
Na de oorlog was het moeilijk om nog wedstrijden te organiseren. Er was gebrek aan alles, met name rubber voor banden en behoorlijk klopvaste benzine. In 1946 werd er op Duindigt weer een baanwedstrijd georganiseerd. Bertus van Hamersveld was intussen 50 jaar oud en veel van zijn leeftijdsgenoten, die inmiddels sportcommissaris of official waren geworden, namen deel aan een veteranenrace. Ook Bertus van Hamersveld, die de race won. Toch vond hij zichzelf geen "veteraan". Toen de eerste Norton M30 en M40's van overzee kwamen waren die voor Bertus van Hamersveld. Bertus schreef ermee in voor de 350- en de 500 cc klasse in een race in Maasbracht en reed goed mee bij de internationalen. Op 8 juni 1947 trainde hij op het oude circuit in Zandvoort. Het regende en zijn uitlaat raakte een trottoirband. Zijn been raakte bekneld en moest worden geamputeerd. Bertus van Hamersveld moest zijn racecarrière beëindigen en trad nu ook zelf regelmatig op als official.
In Assen, vlak bij het TT circuit, is er een rotonde naar hem vernoemd.

## Privéleven
Na de lagere school ging Bertus van Hamersveld als knecht werken in de Adrian-garage in Den Haag. Daar werden behalve auto's ook motorfietsen gerepareerd en Bertus werd al snel monteur. Tijdens de mobilisatie in 1915 werd hij aanvankelijk als monteur bij de motordienst in Delft geplaatst, maar al snel werd hij korporaal-werktuigkundige bij de Vliegdienst in Soesterberg. Nadat hij enkele grasbaanraces had bezocht ging hij op de Vliegbasis Soesterberg samen met de vliegeniers Geysendorffer en Bakkenes zelf wedstrijdjes houden met militaire FN's en Harley-Davidsons. Op 12 november 1924 trouwde Bertus van Hamersveld met Marie Bruinink. Hij was de grootvader van de tweeling Tim en Tom Coronel.
Als motorhandelaar was hij betrokken bij de oprichting van de Bond van Motorhandelaren, die zich later aansloot bij de BOVAG. Hij werd ook bestuurslid van de BOVAG en na het overlijden van Jaap Fijma nam hij diens taken over bij de jaarlijkse bijeenkomst van oudere KNMV-ers.

## Overlijden
Hoewel hij al 79 was overleed hij volkomen onverwacht op 7 april 1975 in zijn woonplaats Hilversum.

## Trivia

### Demonstratierit
Begin 1929 vroeg men Bertus van Hamersveld om een aantal ronden op de sintelbaan op Woudenstein (Rotterdam) te rijden als test voor dirttrackwedstrijden. Een verkeersinspecteur kwam kijken of het veilig was, maar Bertus was iets te enthousiast en sloeg over de kop. De inspecteur verleende dus geen toestemming en pas in 1934 werd er op Woudenstein met motorfietsen gereden.

### De Blauwe Prins

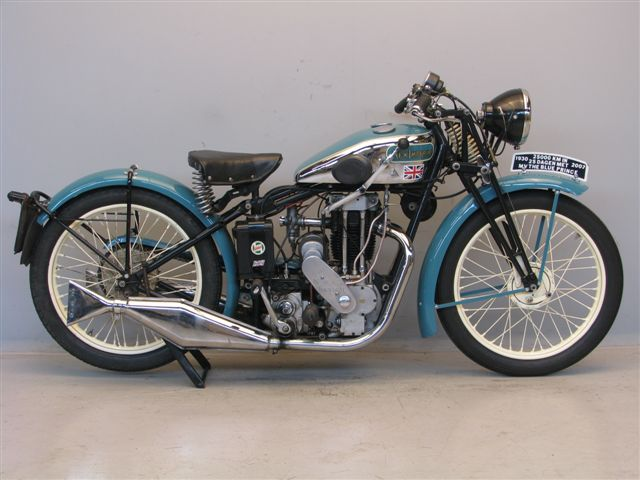
New Imperial Blue Prince

In december 1930 organiseerde de Nederlandse importeur van New Imperial een duurtest waarbij met een B10 ("Blue Prince") van 350 cc een afstand van 10.000 km moest worden afgelegd. "De Blauwe Prins" werd tijdens die rit afwisselend bestuurd door de motorcoureurs Bertus van Hamersveld, Piet van Dinter en Geert Timmer. Zij reden elkaar aflossend steeds ongeveer 250 km in zes uur, waarna ze twaalf uur rust hadden. Het parcours liep grofweg van Bussum (start en finish was bij Café De Roozeboom aan de Brinklaan) via Harderwijk, Zutphen en Arnhem weer terug naar Bussum. De rit was in die dagen een nationaal evenement waar alle kranten dagelijks over berichtten terwijl honderden mensen langs de route stonden. De rit werd gereden onder buitengewoon barre omstandigheden met sneeuw en ijzel, maar omdat de machine ook na 10.000 km gewoon bleef lopen besloot men om maar door te rijden. Kort voor de kerst werd de 25.000 km bereikt en reden de drie coureurs nog één ererondje op drie New Imperials van het model "Blue Prince"